# AVS Video Converter
AVS Video Converter è un software per l'editing video offerto da Online Media Technologies Ltd., venditore di soluzioni multimedia video/audio, UK. Il programma è progettato per portare a terminare i vari compiti relativi alla produzione del home video. Grazie alla sua facilità d'uso, ed alle molteplici opzioni funzionali AVS Video Converter è stato riconosciuto dai redattori del periodico Laptop ed è divenuto popolare tra gli utenti del mondo. Il software è aggiornato regolarmente e rappresenta le tendenze più recenti dell'IT che permette agli utenti di stare al passo con le ultime innovazioni tecnologiche. In marzo 2006 AVS Video Converter è stato rinominato in AVS Video Tools, per poi tornare, nel 2008, a chiamarsi AVS Video Converter (dalla versione 6).

## Caratteristiche
- Vasta gamma dei formati supportati come MPEG 1, 2, 4, AVI (DivX, XviD), 3GP, DVD, QT (MOV), H.263, WMV, Real Video e anche i formati più avanzati come H.264, Mp4 e SWF.
- Conversione e trasferimento dei video per i dispositivi (Apple iPod, Sony PSP, mobili, Archos, lettori portatili) utilizzando il cavo Infrarosso, Bluetooth o USB.
- Registrazione del video dai dispositivi esterni come Digital Video (DV), VHS, Web camere, TV tuners e TV satellitare.
- Autocomposizione per la conversione e il trasferimento del video sui dispositivi portatili supportati.
- Creazione DVD e masterizzazione video.
- Editing video con timeline.
- Vasta gamma degli effetti video/audio.
- Possibilità di mozzare, aggiustare e tagliare video.
- Possibilità di estrarre l'audio dai clip. La caratteristica permette di estrarre e salvare le tracce audio dai filmati preferiti in formato WAV.
- Creazione degli snapshot dai video.

AVS Video Converter funziona su Windows 2000/XP/2003/Vista/7. La versione di prova non ha limiti di tempo ed è completamente funzionale. L'unica limitazione è un messaggio del testo sul video di uscita.